# 何义江
何义江（1886年—1969年），字巨源，男，宁夏灵武人，中国工商业者、政治人物，曾任宁夏回族自治区工商业联合会主任委员，宁夏回族自治区政协副主席。